# Pablo de Lucas Torres
Pablo de Lucas Torres (castellà: Pablo de Lucas)  (Elx, 20 de setembre de 1986) és un futbolista valencià que juga actualment a l'Sporting de Gijón.

## Carrera
De Lucas va néixer a Elx, província d'Alacant. Va ser producte del prolífic sistema juvenil de l'Sporting de Gijón, Mareo, i va debutar amb el primer equip el 4 de setembre de 2005, jugant tres minuts en un 4–0 victòria fora de casa contra el Gimnàstic de Tarragona; el club estava llavors a la Segona Divisió.
El primer gol de De Lucas arribaria durant la temporada 2007–08, en una victòria a domicili per 2–1 davant l'Albacete Balompié. Va contribuir amb 12 partits com a Asturians va tornar a La Liga després d'una absència de deu anys.
A principis de gener de 2009, de Lucas es va traslladar cedit al Deportivo Alavés, no poder evitar el descens del bascos a Segona Divisió B. Va passar a la mateixa categoria al setembre, signant amb el humil Villajoyosa CF.
De Lucas va passar els següents anys de la seva carrera a la tercera categoria en representació de diversos equips, marcant en el seu debut amb el Rayo Vallecano B el 30 d'agost de 2010 des d'una última hora penal en un empat a 1 amb Universidad de Las Palmas CF. L'estiu de 2013, es va traslladar a l'estranger per primera vegada, unir-se al FC Petrolul Ploiești a Romania.
El 7 d'agost de 2014, de Lucas va marcar el tercer gol del seu equip contra el FC Viktoria Plzeň, contribuint a la victòria a domicili per 4-1 a la tercera ronda de classificació de la Lliga Europa de la UEFA (5–2 en total). En els anys següents va continuar a l'estranger, representant en ràpida successió al Beitar Jerusalem FC, FC Viitorul Constanța, Xanthī AO, FC Voluntari (dues temporades) i FC Argeș Pitești.